# Вильоро, Хуан
Хуан Вильоро (исп. Juan Villoro, 24 сентября 1956, Мехико) — мексиканский писатель и журналист.

## Биография
Сын философа Луиса Вильоро, изучал социологию в UNAM. Параллельно занимался в литературной студии у Аугусто Монтерросо. Увлекался роком, вел радиопрограмму Обратная сторона луны (1977—1981). В 1981-1984 — атташе по культуре посольства Мексики в ФРГ, жил в Берлине. Активно печатался в мексиканской прессе, вел культурную и спортивную хронику в нескольких журналах. Преподавал литературу в UNAM, был приглашенным профессором в Йельском, Бостонском, Принстонском университетах, Барселонском университете Pompeu Fabra.

## Творчество
Начал публиковаться как новеллист. Первый роман опубликовал в 1991. Его третий роман Свидетель получил престижную испанскую премию Эрральде. Печатается как журналист, выступает как сценарист. Автор ряда книг для детей и юношества.

## Произведения

### Романы
- El disparo de argón (1991, переизд. 2005)
- Materia dispuesta (1997)
- Свидетель/ El testigo (2004)
- Звонки из Амстердама/ Llamadas de Ámsterdam (2007, переизд. 2009, ит. пер. 2013)
- Arrecife (2012)

### Новеллы
- La noche navegable (1980, переизд. 2005)
- Albercas (1985, переизд. 2005)
- La alcoba dormida (1992)
- La casa pierde (1999, переизд. 2012)
- Los culpables (2007, переизд. 2008)
- Forward: Kioto (2010)

### Драмы
- Conferencia sobre la lluvia (2013)

### Эссе
- Efectos personales (2001)
- De eso se trata (2008)
- La voz en el desierto (2009)
- La máquina desnuda (2009)

## Публикации на русском языке
- Друзья-мексиканцы [фрагменты романа] / Пер. Ю. Гирина// Латинская Америка. — 2009. — № 3. — С. 88-102; № 4. — С. 80-93.

## Признание
Лауреат национальных и международных премий по литературе и журналистике, в том числе — премии Хосе Доносо (2012).